# مغراوة (مغراوة)
مغراوة هي إحدى مشيخات المملكة المغربية، تتبع جغرافيا لإقليم تازة وإداريًا لمغراوة. يقدر عدد سكانها بـ 2429 نسمة حسب الإحصاء الرسمي للسكان والسكنى لسنة 2004.